# تام فلچر
تام فلچر (انگلیسی: Tom Fletcher؛ زادهٔ ۱۷ ژوئیهٔ ۱۹۸۵) موسیقی‌دان اهل بریتانیا است. وی از سال ۲۰۰۳ میلادی تاکنون مشغول فعالیت بوده‌است.
از فیلم‌ها یا برنامه‌های تلویزیونی که وی در آن نقش داشته‌است می‌توان به فقط شانس من اشاره کرد.